# Petit borinot morat
El petit borinot morat, borinot morat o esfinx morada menor (Deilephila porcellus) és una espècie de lepidòpter ditrisi de la família dels esfíngids (Sphingidae) que es troba als Països Catalans. La seva distribució geogràfica és molt ampla, incloent tota la zona temperada d'Europa, l'Orient Pròxim i l'Àfrica del Nord.

## Morfologia
El cos del petit borinot morat té tons suaus morats i rosats i la seva envergadura és de 45-51 mm. Les ales tenen el mateix color morat que el cos i l'abdomen, amb estries nebuloses de color verd oliva.
Aquest borinot es confon sovint amb el gran borinot morat (Deilephila elphenor), tot i que és més petit i de coloració generalment més clara. A causa dels colors rosats, el seu nom llatí és "porcellus", que significa "porquet".

## Costums

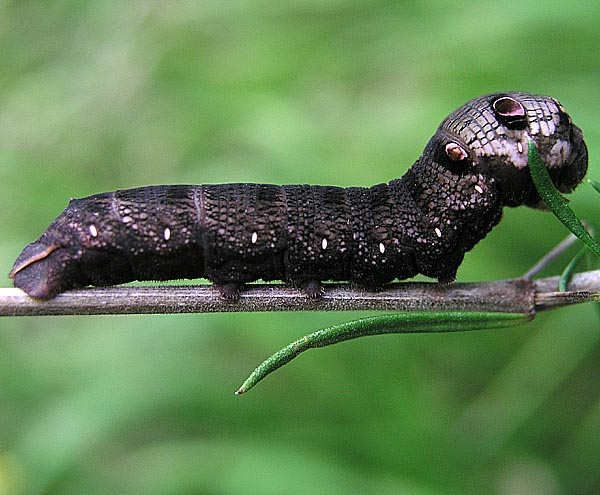
Eruga del borinot morat petit menjant una fulla

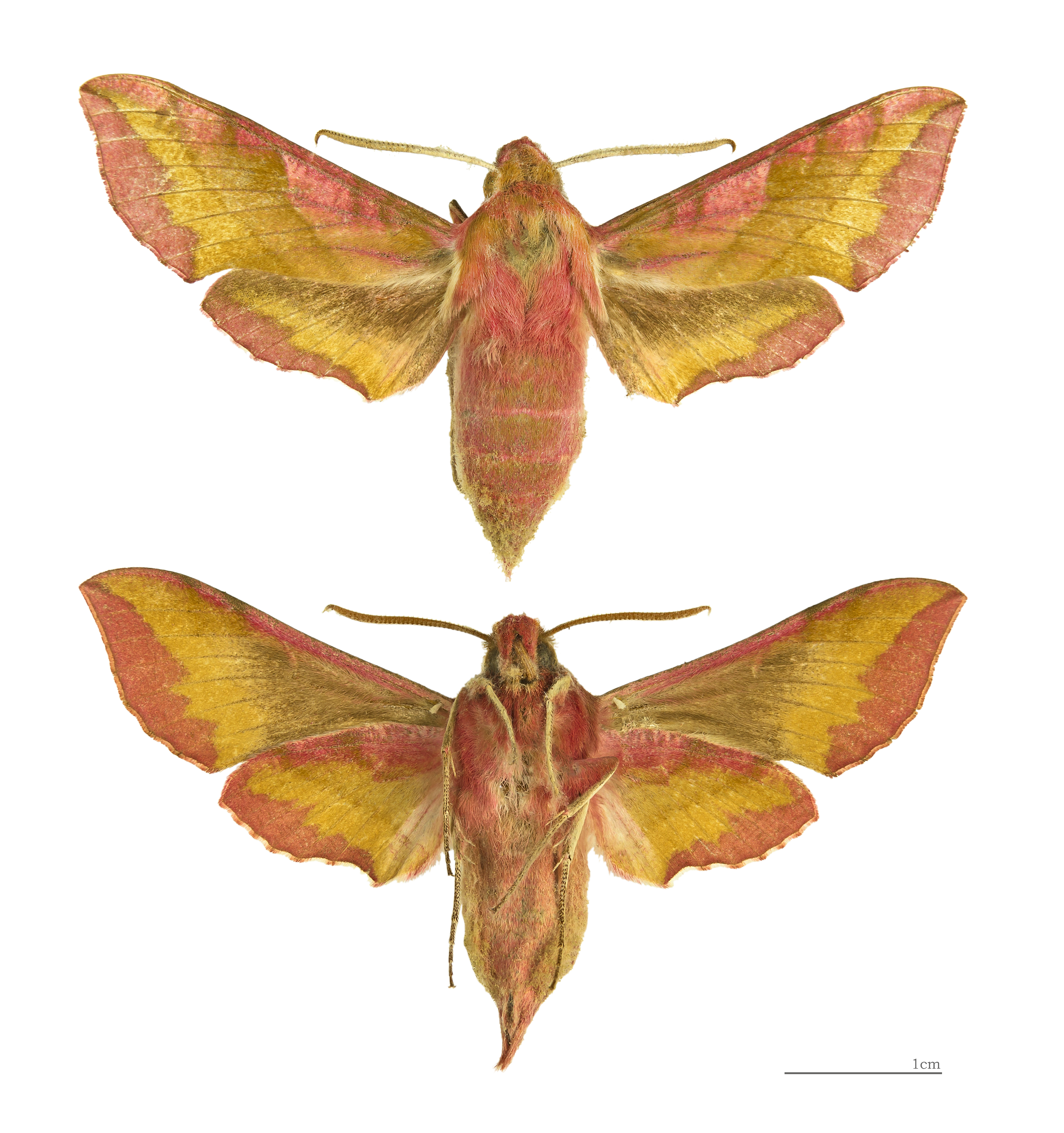
Petit borinot morat

El petit borinot morat apareix entre la primavera i finals de setembre en dos generacions. Els adults surten al vespre a xuclar el nèctar de les flors.
La femella pon els ous sota les fulles de les plantes que escull. Les erugues mengen les fulles de la matajaia (Epilobium hirsutum) i de l'espunyidella (Galium spp).
Les erugues totalment desenvolupades arriben a fer 6 cm de llarg. Igual que les erugues del borinot morat gran, són grises i tenen unes taques grans sobre la pell que semblen ulls. Quan se sent amenaçada, l'eruga es posiciona de manera tal que la projecció del cos recorda al cap d'una serp. Sembla que aquesta postura de pretesa agressió pot ser efectiva per a espantar ocells.

## Espècies relacionades
- Esfinx grossa de la vinya, molt similar però de talla més gran.